# Szmikite
La szmikite è un minerale appartenente al gruppo della kieserite.